# Бьёрклунд, Йоахим
Йоахим Бьёрклунд (швед. Joachim Björklund; род. 15 марта 1971, Векшё, Швеция) — шведский футболист, выступавший на позиции центрального защитника. На протяжении многих лет составлял вместе с Патриком Андерссоном мощный защитный дуэт в составе сборной Швеции, провёл 78 матчей за сборную, бронзовый призёр чемпионата мира 1994 года.

## Клубная карьера
Футбольную карьеру Бьёрклунд начал в 1988 году в возрасте 17 лет в клубе «Эстер» из своего родного города Векшё на юге Швеции. Там он выступал на протяжении двух сезонов, но выходил на поле лишь в шести встречах, после чего в 1990 году был продан в норвежский клуб «Бранн», где впервые начал раскрываться его талант защитника и незаурядное умение в игре головой. В составе «Бранна» Бьёрклунд сыграл три сезона, на протяжении которых провёл 56 матчей чемпионата Норвегии.
В 1993 году Бьёрклунд вернулся на родину и начал играть за титулованный шведский клуб «Гётеборг». В составе «Гётеборга» он выступал на протяжении трёх сезонов, сыграв 36 матчей чемпионата Швеции, а также отметившись в играх клуба на международном уровне. В 1993 году «Гётеборг» сотворил сенсацию, выйдя из группы в Лиге чемпионов: после победы над сильным чешским клубом «Спарта» в отборочных матчах он попал в одну группу с «Манчестер Юнайтед», «Барселоной» и «Галатасараем», из которой вышел с четырьмя победами, одной ничьей и одним поражением. В матчах плей-офф на пути «Гётеборга» встала мюнхенская «Бавария»: после ничьих 0:0 в гостях и 2:2 дома «Гётеборг» выбыл из турнира.
Летом в 1995 году Бьёрклунда приобрела итальянская «Виченца», которая только что вернулась в высшую итальянскую лигу после двух десятилетий пребывания в Серии B. Бьёрклунд сыграл за «Виченцу» лишь один сезон, выйдя на поле в 33 матчах, и помог команде закрепиться в высшем дивизионе итальянского футбола.
Его персональные и игровые качества не остались незамеченными, и в 1996 году его подписал шотландский «Рейнджерс», с которым в первый же сезон он стал чемпионом Шотландии: «Рейнджерс» в бескомпромиссной борьбе, длившейся до последнего тура, одолели своего извечного соперника «Селтик». На протяжении двух сезонов Бьёрклунд сыграл за «Рейнджерс» 59 матчей национального чемпионата, в придачу к званию чемпиона Шотландии 1997 года выиграв в том же году Кубок шотландской лиги.
В 1998 году он переехал в Испанию, где начал играть за «Валенсию», сразу став ключевым игроком команды. Впрочем, испанская карьера Бьёрклунда была полна досадных разочарований: в трёх сезонах чемпионата Испании команде под руководством Эктора Купера не удавалось заполучить чемпионский титул. Более того, два года подряд «Валенсия» доходила до финала Лиги чемпионов, но оба раза проигрывала, в сезоне 1999/2000 — мадридскому «Реалу», а в 2000/01 — мюнхенской «Баварии». За «Валенсию» Бьёрклунд сыграл 57 матчей национального чемпионата, забив один гол и выиграв Кубок и Суперкубок Испании в 1999 году.
Вернувшись в Италию, Бьёрклунд сыграл сезон 2001/02 за «Венецию», которая по результатам сезона покинула высшую итальянскую лигу.
Уже тридцатилетним Бьёрклунд дебютировал в английской Премьер-лиге в рядах клуба «Сандерленд», который приобрёл его летом 2002 года. На протяжении осеннего круга чемпионата в результате травмы он сыграл лишь 12 матчей. Весенний круг сложился более удачно, и Бьёрклунд сыграл 20 матчей, но «Сандерленду» это не помогло: клуб в том сезоне занял последнее место и выбыл в первый дивизион. В сезоне 2003/04 он сыграл 25 матчей и помог «Сандерленду» занять третье место в первом дивизионе и вернуться в Премьер-лигу, а также дойти до полуфинала Кубка Англии. Однако в конце того сезона тренер «Сандерленда» Мик Маккарти решил продать Бьёрклунда в «Вулверхэмптон Уондерерс», который только что покинул Премьер-лигу. В составе «Вулвс» шведский защитник сыграл лишь один сезон, в котором команда не смогла вернуться в высший дивизион, и в конце сезона Бьёрклунд решил завершить карьеру игрока.

## Карьера в сборной
Бьёрклунд играл за сборную Швеции с 1991 по 2000 год, выходил на поле в 78 официальных матчах. Вместе с Патриком Андерссоном он составлял остов шведской средней линии защиты. В составе сборной Бьёрклунд дошёл до полуфинала чемпионата Европы 1992 года и выиграл бронзовые медали чемпионата мира 1994 года; также он принимал участие в Олимпиаде 1992 года в Барселоне и чемпионате Европы 2000 года.

## Послеигровая карьера
По окончании карьеры игрока Бьёрклунд работал скаутом в испанской «Валенсии», занимаясь поиском перспективных игроков для клуба в скандинавских странах.

## Семья
Отец — Калле Бьёрклунд, бывший полузащитник сборной Швеции. Томми Свенссон, экс-главный тренер сборной Швеции с 1991 по 1997 год — дядя Йоахима Бьёрклунда со стороны матери; Стиг Свенссон, известный шведский тренер и футбольный функционер — приходится Йоахиму дедом.

## Достижения
- Чемпион Швеции (2): 1994, 1995
- Чемпион Шотландии: 1997
- Обладатель Кубка шотландской лиги: 1997
- Обладатель Кубка Испании: 1999
- Обладатель Суперкубка Испании: 1999